# Christine Keeler
Christine Keeler (Uxbridge, 22 de fevereiro de 1942 — 4 de dezembro de 2017) foi uma modelo e corista inglesa. Foi célebre principalmente pela sua ligação com John Profumo, membro do governo de  Harold Macmillan, que ficou conhecido pelo Caso Profumo em 1963 no Reino Unido.

## Biografia
Christine Keeler nasceu em Uxbridge, Middlesex. Seu pai, Colin Sean Keeler (conhecido como Colin King, 1921–1976), abandonou a família em 1945. Ela foi criada por sua mãe, Julie Ellen (1923–2012), e seu padrasto, Edward Huish, em uma casa feita com dois vagões de trem, no vilarejo de Wraysbury, em Berkshire. Em 1951, aos 9 anos de idade, Keeler foi mandada para uma casa de férias em Littlehampton, porque o inspetor de saúde da escola disse que ela estava sofrendo de desnutrição. Ela foi abusada sexualmente na adolescência tanto pelo padrasto quanto pelos amigos dele, para quem trabalhava como babá.
Aos 15 anos, ela encontrou trabalho como modelo em uma loja de roupas no Soho, em Londres. Aos 17 anos, ela deu à luz um filho após um caso com um sargento da Força Aérea dos Estados Unidos; a criança nasceu prematuramente em 17 de abril de 1959 e sobreviveu apenas seis dias.

## O Caso Profumo

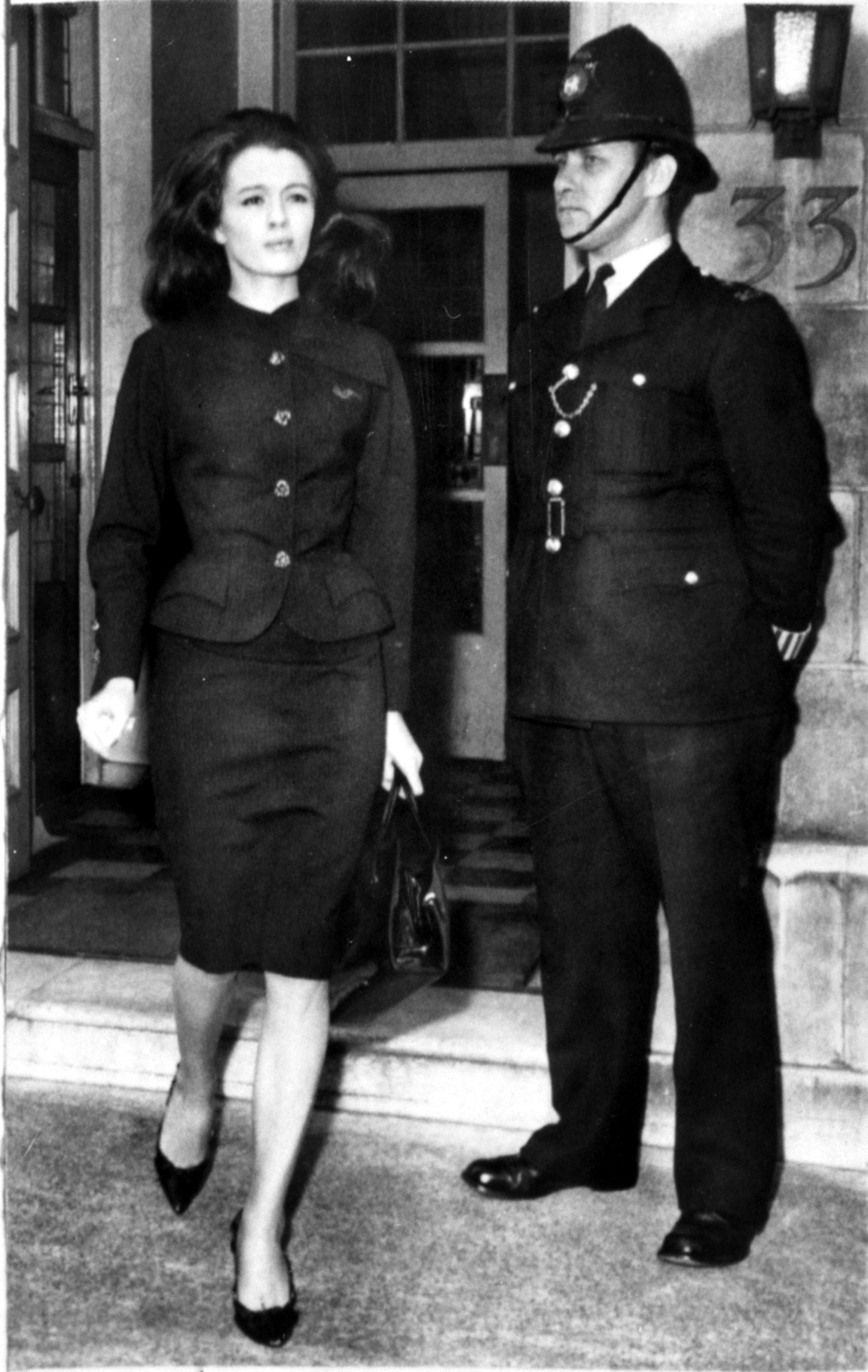
Christine Keeler indo para o tribunal, setembro de 1963

Em Julho de 1961, é apresentada como acompanhante a John Profumo, Secretário de Estado da Guerra do governo britânico, aquando de uma recepção em redor de uma piscina em Cliveden, moradia de Lord William Waldorf Astor, em Buckinghamshire. Profumo teve então uma relação com ela, sem ter em conta que Christine estava também ligada a Yevgeny Ivanov, adido  militar da embaixada da União Soviética. John põe rapidamente termo a esta imprudência quando informado por Sir Roger Hollis, chefe do MI5. A 9 de Agosto de 1961, John Profumo escreveu à sua amante informando-a do fim da relação. Mas o caso deu muito que falar, sobretudo devido ao ambiente de guerra fria que se vivia.

### Depois do Caso
Christine Keeler continuou uma carreira movimentada de corista e foi implicada num tiroteio com Aloysius ‘Lucky’ Gordon e Johnny Edgecombe. Cumpriu uma pena de nove meses de prisão por falso testemunho no processo que se seguiu.
Em 2001, depois de ter escrito várias obras sobre o Caso Profumo, colaborou com o editor Douglas Thompson para a autobiografia: The Truth at Last: My Story.

### Adaptações do Caso Profumo
- No filme Scandal de Michael Caton-Jones em 1989 acerca do Caso Profumo, no qual o papel de Christine Keeler é interpretado por Joanne Whalley.
- Na música, Phil Ochs e os Glaxo Babies cantaram Christine Keeler ; também é citada em Piano Lessons de Porcupine Tree, em Street Songs de Hamish Imlach e em Post World War II Blues de Al Stewart.
- Com a amiga Mandy Smith, aparece num anúncio Kiss and tell de Bryan Ferry em 1987. Pode citar-se ainda a peça instrumental de The Skatalites intitulado "Christine Keeler" em 1965, baseado no sucesso de Mel Tormé Comin' Home Baby.
- Em "Homem misterioso", décimo episódio da segunda temporada do seriado The Crown da Netflix.

## Uma foto célebre
Aproveitando da celebridade do Caso Profumo, Lewis Morley convidou Christine Keeler a posar nua, de maneira que respeitava os critérios da censura; a fotografia teve tanto sucesso que acabou por impedir a distribuição do filme The Keeler Affair para o qual deveria servir de promoção. Pelo contrário, acabou por ser o modelo de cadeira (chaise 3107 de Arne Jacobsen) presente na foto que acabou aproveitando da publicidade assim feita.

## Vida pessoal
Christine Keeler viveu sozinha nas últimas duas décadas de sua vida. A maior parte da considerável quantia de dinheiro que ela ganhou com histórias de jornal foi dissipada por advogados. Durante a década de 1970, ela comentou
| “ | eu não estava vivendo, estava sobrevivendo. | ” |

Ela publicou vários relatos de sua vida, em um dos quais afirmava que engravidou como resultado de seu relacionamento com Profumo e, posteriormente, fez um aborto. Seu retrato feito por Ward foi adquirido pela National Portrait Gallery, em Londres, em 1984.
Em 1988, ela apareceu no vídeo promocional de Bryan Ferry para o single “Kiss and Tell” (originalmente lançado no sétimo álbum solo de Ferry, Bête Noire, em 1987) com Mandy Rice-Davies; o objetivo era chamar mais atenção para o tema da música. Em junho de 1988, ela fez uma longa aparição no programa de debates After Dark, do Channel 4.
Em 5 de dezembro de 2017, o filho de Keeler, Seymour Platt, anunciou que ela havia falecido, aos 75 anos, na noite anterior no Princess Royal University Hospital, em Farnborough, Londres. Ela estava doente há alguns meses, sofrendo de doença pulmonar obstrutiva crônica (DPOC). Seu funeral ocorreu em 16 de dezembro, no West London Crematorium, no cemitério de Kensal Green.

## Publicações
- 1985 - Sex Scandals, com Robert Meadley. (Xanadu) ISBN 0-947761-03-9.
- 1989 - Scandal! (Xanadu) ISBN 0-947761-75-6. Base para o filme de 1989
- 1989 - The Businessperson's Guide to Intelligent Social Drinking, com Richard Basini. (Congdon & Weed) ISBN 0-312-92070-9.
- 1992 - The Naked Spy, com Yevgeny Ivanov e Gennady Sokolov. (Blake) ISBN 1-85782-092-4.
- 2001 - The Truth at Last: My Story, com Douglas Thompson. (Sidgwick & Jackson) ISBN 0-283-07291-1.
- 2012 [2001] - Secrets and Lies (rev. ed.), com Douglas Thompson. (John Blake) ISBN 978-1-84358-755-2.